# 葉題鴈

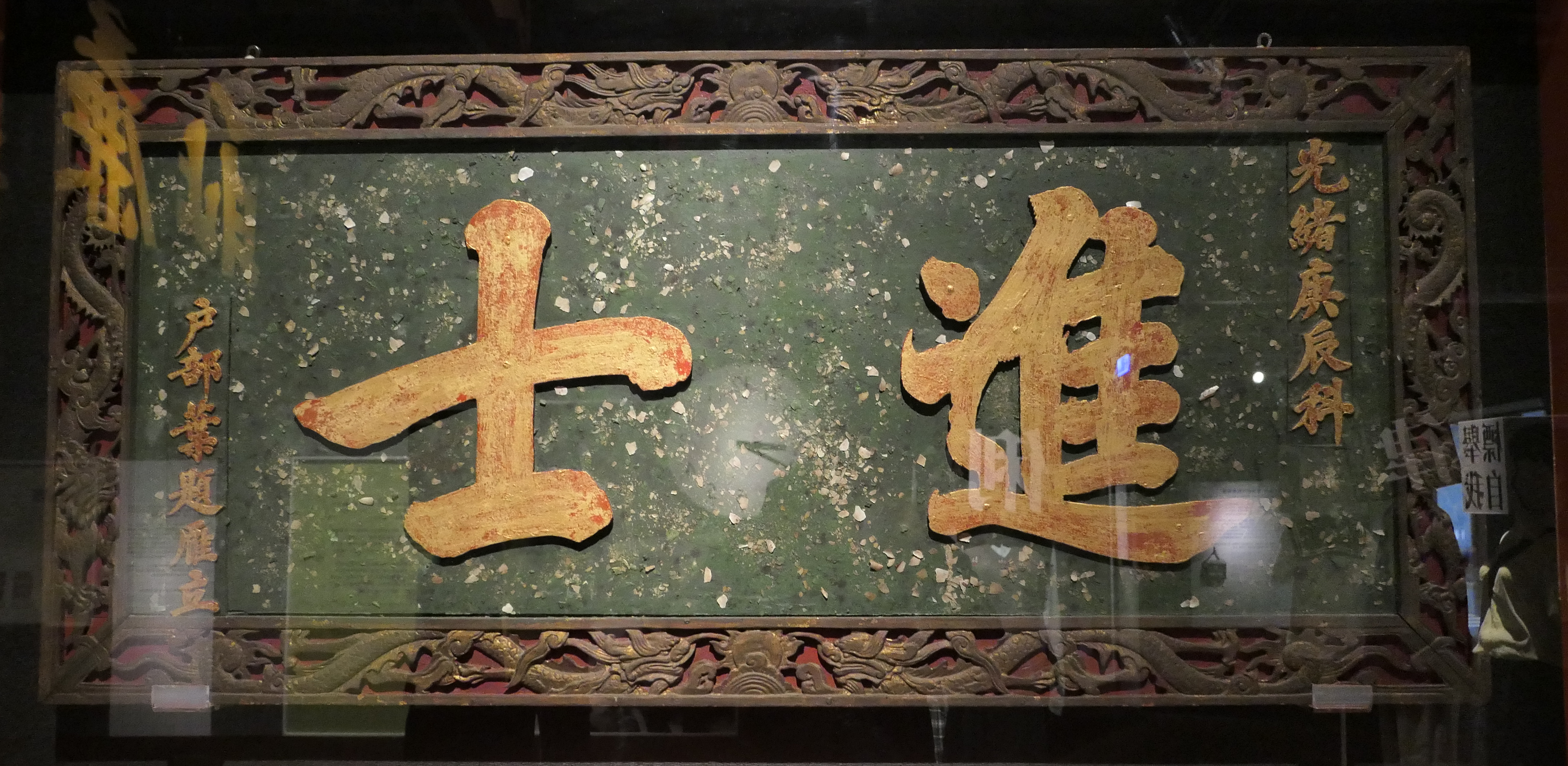
葉題雁進士匾

葉題，又稱葉題雁，字映都，號梅珊，福建省泉州府晉江縣（今福建省泉州市）人，寄籍福建台灣省滬尾（今淡水），清朝政治人物。

## 生平
光緒五年（1879年）鄉試中舉。次年聯捷庚辰科進士，改戶部主事。光緒二十一年（1895年）清朝因甲午戰爭戰敗，與日本簽訂《馬關條約》，割讓福建臺灣省，葉題鴈與翰林院庶吉士李清琦，举人汪春源、罗秀惠、黄宗鼎等人联合上书都察院代奏光绪帝反对割台。光緒二十三年（1897年）升任戶部雲南司主事。光緒二十七年（1901年）任戶部貴州司員外郎、戶部陝西司郎中。次年，任陝西道監察御史。